# Witten
Witten är en stad i Ennepe-Ruhr-Kreis i Regierungsbezirk Arnsberg i förbundslandet Nordrhein-Westfalen i Tyskland, och har ungefär 100 000 invånare.
Witten har sju stadsdelar: Witten-Mitte, Stockum/Düren, Annen, Rüdinghausen, Bommern, Heven och Herbede.

## Kommunikationer
- Motorvägar
  - A43 Münster - Witten - Wuppertal
  - A44 Witten - A45
- Förbundsvägar
  - B226